# Léogâne (arrondissement)
Léogâne (Kreyòl: Leyogàn) is een arrondissement van het Haïtiaanse departement Ouest, met 509.000 inwoners inwoners. De postcodes van het arrondissement Léogâne beginnen met het getal 62.
Het arrondissement Léogâne bestaat uit de volgende gemeenten:
- Léogâne (hoofdplaats van het arrondissement)
- Petit-Goâve
- Grand-Goâve